# Пащенко, Фёдор Николаевич
Фёдор Николаевич Пащенко (12 июня 1907, Петербург, Петербургская губерния, Российская империя — 18 июня 1980, Москва, СССР) — советский библиотековед и специалист в области архитектуры, проектирования и строительства библиотечных зданий.

## Биография
Родился 25 июня 1907 года в Петербурге. В 1926 году поступил во Всероссийскую академию художеств, которую он окончил в 1931 году. В 1941 году защитил кандидатскую диссертацию по архитектуре книгохранилищ. В 1931 году был принят на работу в Институт норм и стандартов, где он отработал вплоть до 1933 года. В 1933 году был принят на работу в НИИ архитектуры, где занимался проектной деятельностью в области строительства библиотечных зданий. Спроектировал и построил 39 зданий как в области библиотековедения, так и в других областях.
Жил в Москве по адресу: Нагорная улица, 64. Скончался 18 июня 1980 года в Москве, немного не дожив до своего дня рождения.

## Научные работы
Основные научные работы посвящены истории библиотечной архитектуры, а также теории и практики проектирования и оборудования библиотек. Автор свыше 140 научных работ.

## Членство в обществах
- Член Союза архитекторов СССР.